# Synchro-Zyklotron (CERN)

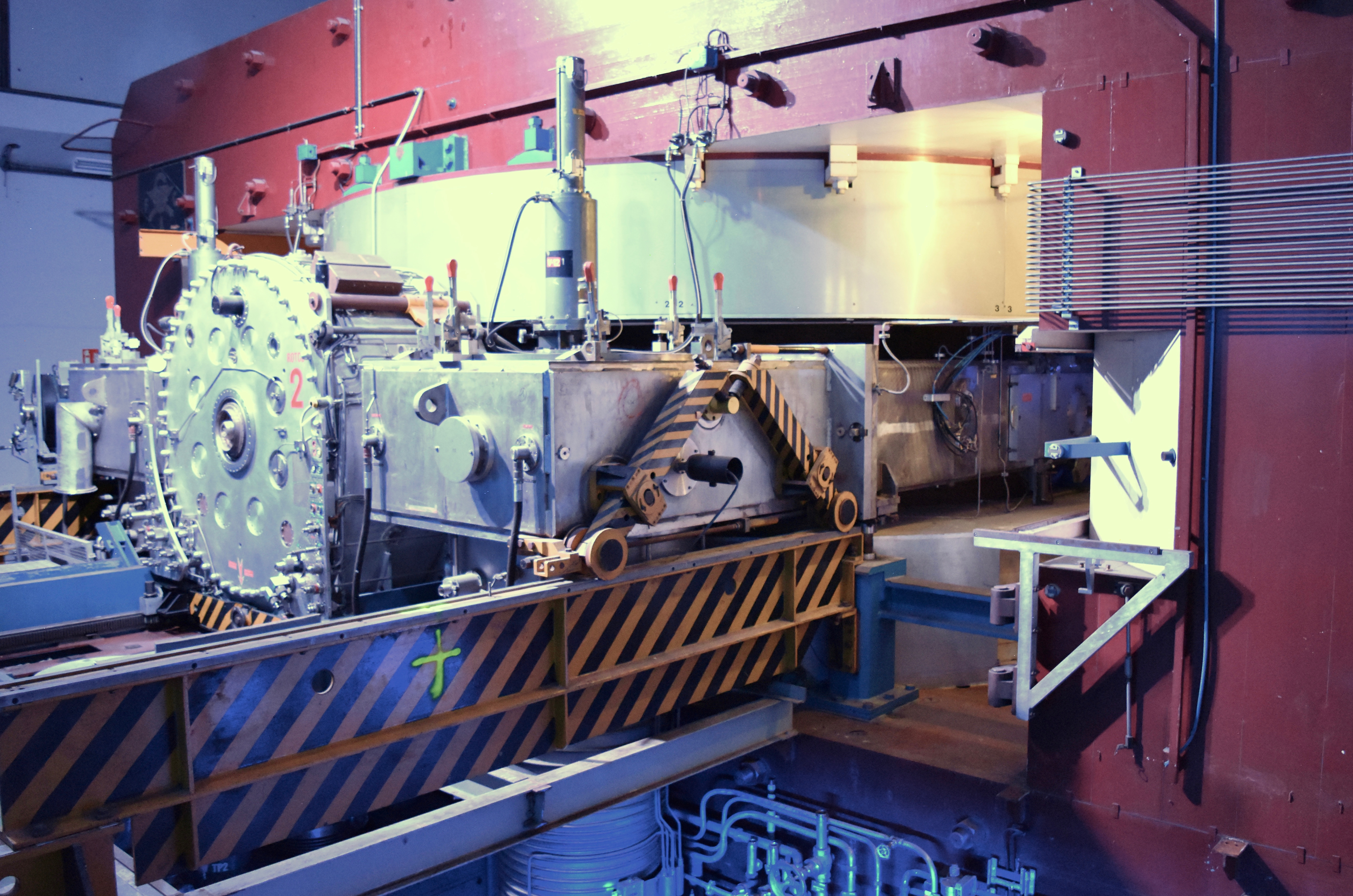
Das stillgelegte Synchro-Zyklotron

Das Synchro-Zyklotron am CERN (auch Synchro-Cyclotron, engl. Synchrocyclotron, kurz SC) war ein Teilchenbeschleuniger, in Betrieb von 1957 bis 1990, der Ionen auf Energien bis zu 600 MeV brachte.

## Geschichte
Schon bei einem UNESCO-Treffen 1951, vor der Gründung der Europäischen Organisation für Kernforschung (CERN), wurde der Bau eines Synchro-Zyklotrons für 600 MeV als Beschleuniger mit mittlerer Energie vorgeschlagen. 1952 wurde Cornelis Bakker Leiter der für Planung und Konstruktion des Synchro-Zyklotrons verantwortlichen Gruppe.
Während die USA 1952 beim Bau von Teilchenbeschleunigern weit fortgeschritten war, hatte Europa nur zwei große Beschleuniger vom Typ Synchrozyklotron im Bau, einen in Uppsala (200 MeV) und den anderen in Liverpool (400 MeV). Sie waren beide kleiner als die amerikanischen und in Europa fehlte es zudem an Experten für große Beschleuniger. Auch das für das Synchro-Zyklotron des CERN ausgewählte Team hatte mehr oder weniger nur in Energieregionen unterhalb der geplanten 600 MeV gearbeitet. Obwohl das Synchro-Zyklotron als „kleine“ Maschine galt, bedeutete die Arbeit mit ihm im Vergleich zum geplanten Proton Synchrotron (PS) den Einstieg in neue technologische Bereiche und eröffnete auch in Europa die Möglichkeit, sich aktiv an der Entwicklung des neuen Bereichs der Hochenergiephysik zu beteiligen.
Den ersten Teilchenstrahl lieferte das Gerät am 1. August 1957. Ursprünglich vorgesehen als Überbrückung, bis das leistungsstärkere PS in Betrieb ging, begann das SC mit Experimenten in den Bereichen Teilchen- und Kernphysik. 1964 wurde das Arbeitsfeld des SC auf die Kernphysik beschränkt, um die Teilchenphysik dem PS (das seit 1959 in Betrieb war) zu überlassen.
1967 wurde das Synchro-Zyklotron um eine Anlage zur Erzeugung radioaktiver Ionenstrahlen, die Isotope Separator On Line Device, kurz ISOLDE, ergänzt. So diente der Beschleuniger wieder mehreren Gebieten neben der Kernphysik, zum Beispiel der Astrophysik und der medizinischen Physik. Als ISOLDE im Jahr 1990 zum Proton Synchrotron Booster (PSB) verlegt wurde, wurde das Synchro-Zyklotron nach 33 Jahren Forschungsdauer stillgelegt.